# Chester City FC
Chester City FC var en engelsk fotbollsklubb i Chester, grundad 1885 och upplöst 2010. Klubbens representationslag spelade i flera olika ligor under åren, men klubben blev medlem av The Football League 1931. Fram till konkursen 2010 tillbringade klubben större delen av sin tid i de två lägre divisionerna av The Football League (dagens League One och League Two).

## Historia
Klubben hette Chester FC från grundandet och fram till 1983. 1906–1990 spelade klubben sina hemmamatcher på Sealand Road men 1992 flyttade man in på den nybyggda Deva Stadium efter att under ett par säsonger spelat sina hemmamatcher på Macclesfield Towns hemmaarena Moss Rose. Flytten till Deva Stadium blev inte den omedelbara succé man hoppats på och i slutet av säsongen 1992/93 blev det nedflyttning till den nya Third Division, nivå 4 i Englands ligasystem för fotboll. Andra säsongen på Deva Stadium gick desto bättre och efter en andraplacering i Third Division var man tillbaka på nivå 3, Second Division, men bara för en säsong och den säsongen blev den sista på den nivån för Chester City.
Säsongen 1999/00 betydde ytterligare en nedflyttning, denna gång till Football Conference. Chester City vann Football Conference 2003/04, vilket blev klubbens enda ligaseger efter inträdet i The Football League 1931. Efter fem säsonger i League Two blev det åter nedflyttning till Football Conference i slutet av säsongen 2008/09.
Klubbens ekonomi var nu körd i botten och även supportrarna tröttnade på hur klubben sköttes och startade en bojkott av klubbens hemmamatcher. Endast 425 åskådare följde matchen mot Salisbury City den 19 januari 2010 och i samma månad delgav skatteverket Chester City avveckling av verksamheten på grund av en skatteskuld. Efter att spelarna strejkat på grund av uteblivna löneutbetalningar vid matchen mot Forest Green Rovers den 9 februari 2010 ställde ledningen för Football Conference ett ultimatum till klubben som den inte kunde hantera och senare samma månad uteslöts Chester City från Football Conference och alla ligaresultat för säsongen nullifierades. Efter att klubben utan framgång sökt medlemskap i Welsh Premier League avvecklades Chester City den 10 mars 2010.
När den officiella avvecklingen av Chester City var klar började anhängarna omedelbart att bilda en ny klubb. Den supporterägda Chester FC inrättades officiellt i maj 2010.

## Meriter

### Liga
- Football Conference (nivå 5): Mästare 2003/04
- Cheshire County League: Mästare 1921/22, 1925/26, 1926/27
- The Combination: Mästare 1908/09

### Cup
- Welsh Cup: Mästare 1907/08, 1932/33, 1946/47
- Lancashire Senior Cup: Mästare 1956/57
- Debenhams Cup: Mästare 1977
- Third Division North Cup: Mästare 1935/36, 1936/37
- Conference League Cup: Mästare 2000/01